# Bosquerola emmascarada meridional
La bosquerola emmascarada meridional (Geothlypis velata) és un ocell de la família dels parúlids (Parulidae), si bé algunes classificacions l’han considerat una subespècie de la bosquerola emmascarada tropical.

## Hàbitat i distribució
Habita zones humides i sabanes des del sud-est del Perú, nord de Bolívia i sud de l'Amazònia de Brasil fins Argentina i Uruguai.